# 怪盗100面相
『怪盗100面相』（かいとうひゃくめんそう）は、日本テレビで2011年から2014年まで4回放送されていた特別番組。
第1回は『THE賞金首』（ザしょうきんくび）というタイトルで放送された。
第4回の正式タイトルは『一攫千金 賞金稼ぎゲーム 怪盗100面相 なりすまし賞金首を捕まえろ!』。

## 概要
とある街を舞台に、賞金を賭けて潜入している有名芸能人（怪盗）をプレイヤー（刑事）が探し出すかくれんぼゲーム番組。

## ルール
- 番組の舞台となる大型商業施設の中に、有名芸能人（怪盗）が潜入。その芸能人を2人1組で組んだプレイヤー（刑事）が探し出す。隠れている有名人は変装して一般人になりすましていたり、特殊メイクをして背景と溶け込んでいたりするなど、容易に見つけることはできない。
- 見つけた場合はその有名人を捕まえ、怪盗の誰であるかを申告する。正解であれば確保となり、その有名人にかけられていた懸賞金を獲得（金額は確保するまでわからない）。懸賞金は難易度が高い有名人ほど高くなる。不正解の場合は「誤認確保」となり、手持ちの賞金から1万円が差し引かれる。
- 怪盗（賞金首）は複数名いるものの、スタート時には数名しか明かされない。ゲームが進むにつれ追加情報として随時新たな怪盗が追加される。
- 各プレイヤーには専用のスマートフォンが与えられており、新たな情報の通知や確保した怪盗（賞金首）の懸賞金額の発表などを行う。
- 制限時間は2時間。全員を確保するかタイムアップでゲーム終了となる。最終的に獲得した懸賞金が一番高いペアが優勝となり、実際に賞金を持ち帰ることができる。
- 第2回からは怪盗団を束ねる「ボス」も登場。通常の怪盗よりも見つけづらく、正体を知るには怪盗を捕まえたときに入手できるヒントが必要となる。確保することができれば全怪盗中最高賞金を手に入れることができる。ただし、中にはボスが用意した「影武者」も潜伏しており、誤って影武者を確保した場合、誤認確保として10万円が差し引かれる。
- 第3回からはエリア内に道具屋が出現。その時点で獲得している賞金を使用することで、捜査に便利なアイテムを購入することができる。

## 各回の詳細

### 第1回
- 放送日時：2011年10月8日13:30 - 14:30（『サタデーバリューフィーバー』内で放送）
- 舞台：横浜赤レンガ倉庫
- 賞金首の人数：10人
- 賞金総額：100万円

刑事
■青チーム：高田延彦・後藤輝基（フットボールアワー）
■緑チーム：磯野貴理子・澤部佑（ハライチ）
■桃チーム：岡本玲・トリンドル玲奈
賞金首
| 賞金首                       | 変装                   | 懸賞金 | 獲得チーム |
| ---------------------------- | ---------------------- | ------ | ---------- |
| 小島よしお                   | 大道芸人               | 4万円  | ■          |
| 山本梓                       | 警備員                 | 3万円  | ■          |
| まちゃまちゃ                 | ショップ店員           | 10万円 | ■          |
| 岩尾望（フットボールアワー） | OL                     | 1万円  | ■          |
| 麻木久仁子                   | ギャル                 | 16万円 | ■          |
| 山田ルイ53世（髭男爵）       | 子連れの父             | 8万円  | ■          |
| AMEMIYA                      | ストリートミューシャン | 5万円  | ■          |
| 錦野旦                       | レンガのベンチ         | 15万円 | ■          |
| ムーディ勝山                 | レストランスタッフ     | 18万円 | ■          |
| デヴィ夫人                   | 工事現場の作業員       | 20万円 | ■          |

- 緑チームは一般人を誤認確保したため1万円マイナス。
- 青チームはプライベートで訪れていた三浦大輔選手（当時横浜ベイスターズ）を発見したが、偶然によるものなのでお咎め無しとされた。

結果
■青チーム：52万円
■緑チーム：35万円
■桃チーム：12万円

### 第2回
- 放送日時：2012年12月8日13:30 - 14:55（『サタデーバリューフィーバー』内で放送）
- 舞台：ららぽーと豊洲
- 怪盗の数：10人+ボス
- 賞金総額：100万円

刑事
■青チーム：宮川大輔・藤森慎吾（オリエンタルラジオ）
■緑チーム：立石諒・杉山愛
■桃チーム：LiLiCo・指原莉乃（HKT48）
特別ルール
- 怪盗を1人確保するたびに、「ボスの正体への手がかりとなるヒント」か「捜索に役立つお助けカード」のどちらかを獲得できる。どちらを入手できるかは確保した怪盗によって異なる。アイテムの場合は3つの中からランダムで1つ支給される。指定されたタイミングであればいつ使用しても構わない。
  - イケメン情報屋・美人情報屋
使用するとチームの端末に顔写真が送信される。該当の人物を見つけ出すことができれば、怪盗のうち1人を見つけ出すための有力情報を手に入れることができる。この他にもエリア内には大勢のエキストラがいる。行使した旨は全チームに通達される。
  - 時よ止まれ
使用したチーム以外の2チームを5分間足止めさせる。足止め中に作戦会議などをすることは可能。どのチームが行使したかは通達されない。
  - 倍々ダイス
怪盗を確保した際に使用できる。サイコロを振り、出た目の倍率に確保した怪盗の賞金をかけた額が手に入る。サイコロは2倍が4面、半減が1面、0が1面。獲得した際の怪盗にすぐに行使することも可能。

怪盗
| 怪盗                   | 変装                          | 懸賞金            | 獲得チーム |
| ---------------------- | ----------------------------- | ----------------- | ---------- |
| 鳥居みゆき             | 男子高校生                    | 5万円             | ■          |
| 手島優                 | 歯科助手                      | 3万円             | ■          |
| 高木晋哉（ジョイマン） | 施設外壁                      | 10万円            | ■          |
| 矢部太郎（カラテカ）   | 犬を連れた女性                | 5万円             | ■          |
| 西村知美               | ギャル店員                    | 10万円            | ■          |
| 錦野旦                 | 外の茂み                      | 7万円             | ■          |
| あき竹城               | ピアノの先生                  | 8万円             | ■          |
| 酒井敏也               | カゴに入った バスケットボール | 12万円×2 ↓ 24万円 | ■          |
| ゆうたろう（影武者）   | 子連れの父                    | -10万円           | ■          |
| 波田陽区               | フードコートの店員            | 7万円             | ■          |
| デヴィ夫人             | 外国人男性                    | 15万円            | ■          |
| 千秋（ボス）           | 子供                          | 18万円            | ■          |

- ボス（千秋）へのヒントとしては「名前が下の名前だけ」「モノマネが得意」「紅白歌合戦への出場歴あり（ポケットビスケッツ）」「副業が繁盛している（子供服プロデュース）」「バツイチ（遠藤章造と離婚）」が与えられた。また、影武者としてリトル清原も登場した。

結果
■青チーム：20万円
■緑チーム：36万円
■桃チーム：46万円

### 第3回
- 放送日時：2013年11月23日13:30 - 15:30
- 舞台：MARK IS みなとみらい
- 怪盗の数：15人+ボス

刑事
■青チーム：宮川大輔・藤本敏史（FUJIWARA）
■桃チーム：石原良純・中村アン
■緑チーム：後藤輝基（フットボールアワー）・浅尾美和
特別ルール
- 怪盗を1人確保するたびに、ボスへの手がかりとなるヒントを手に入れることができるが、怪盗の中には下っ端であるため情報を持っていない怪盗もいる。また、エリア内にいるエキストラからは怪盗の情報や捜索に役立つ情報が得られる。なお、確保された怪盗は自由に行動する。
- エリアには道具屋（店主は林大介（かたつむり））が開かれており、獲得している賞金を消費することでアイテムを購入することができる。誰かが購入すると一定時間他のチームは同じ商品を購入することはできなくなる。
  - 倍々グローブ（3万円）

購入から15分間の間に確保した怪盗の懸賞金が2倍になる。時間内であれば何人確保しても効果が適用される。
  - 怪盗レーダー（4万円）

購入から15分間の間、怪盗に近づくと光と音で知らせるレーダーを使用できる。
  - 足止めの砂時計（5万円）

購入すると一定時間、他チームの行動を足止めする。
  - 怪盗団の名簿（10万円）

街の人からの情報を得て、店主に裏メニューの存在を聞くことで出してもらえる。発表されていない怪盗を含む、ボスを除いた15人全員の怪盗を知ることができる。先着1チームのみ。

また、ダミーアイテムとして疲れた脚を癒すマッサージチェアー（1万円）も売られている。
怪盗
| 怪盗                           | 変装                                                          | 懸賞金           | 獲得チーム |
| ------------------------------ | ------------------------------------------------------------- | ---------------- | ---------- |
| スギちゃん                     | 餃子作り職人                                                  | 3万円            | ■          |
| 森下悠里                       | マネキン                                                      | 1万円            | ■          |
| かずや（ザ・たっち）           | 中年男性                                                      | 4万円            | ■          |
| 原西孝幸（FUJIWARA）           | ラーメン屋の店長                                              | 11万円           | ■          |
| 鈴木奈々                       | 孫を連れたおばあちゃん                                        | 9万円×2 ↓ 18万円 | ■          |
| ダンディ坂野                   | 番組のカメラマン                                              | 7万円            | ■          |
| フィフィ                       | ツタンカーメンの置物                                          | 12万円           | ■          |
| 藤森慎吾（オリエンタルラジオ） | ギャル                                                        | 8万円            | ■          |
| 錦野旦                         | 花壇の土                                                      | 10万円           | ■          |
| 坂田利夫                       | ギャル男                                                      | 5万円            | ■          |
| たくや（ザ・たっち）           | 美容室の客                                                    | 4万円            | ■          |
| 千秋                           | 美容室のキッズルームにいた赤ちゃん                            | 13万円           | ■          |
| エスパー伊東                   | カフェの麻袋の中                                              | 8万円            | ■          |
| エド・はるみ                   | 植木職人の親方                                                | 15万円           | ■          |
| 美奈子（影武者）               | ゴスロリ少女                                                  | -10万円          | ■          |
| ノッチ（影武者）               | ツアーで来たお坊さん                                          | -10万円          | ■          |
| 坂口杏里                       | 清掃員                                                        | 14万円           | ■          |
| ヒロシ（ボス）                 | ツアーで来たお坊さん （ノッチよりも本格的な特殊メイクを使用） | 確保できず       | 確保できず |

- ヒントを教えるエキストラとしてリトル清原とニッチローも登場した。
- 桃チームは怪盗レーダーと倍々グローブの購入及びエキストラの誤認確保をしたため8万円マイナス。
- 緑チームは倍々グローブと怪盗団の名簿を購入したため13万円マイナス。
- ボス（ヒロシ）へのヒントは「何度も自己紹介をする」「かつて流行ったフレーズを持つ（どちらも「ヒロシです」）」「影が薄くて目立たない」「名前はカタカナ3文字」「テーマソングがある（「ガラスの部屋」）」「坊主（変装時の状態）」「独身」「ピンで活動」「たくさん本が売れた（著書「ヒロシです」が30万部のベストセラー）」であった。

結果
■青チーム：36万円
■緑チーム：34万円
■桃チーム：22万円

### 第4回
- 放送日時：2014年4月2日19:00 - 20:54
- 舞台：横浜・八景島シーパラダイス
- 怪盗の数：16人+ボス

刑事
■青チーム：宮川大輔・加藤シゲアキ（NEWS）
■桃チーム：藤木直人・平愛梨
■緑チーム：後藤輝基（フットボールアワー）・松本伊代
■紫チーム：坂上忍・菜々緒
特別ルール
- 今回では賞金は各怪盗が持つ番号（001～016[1]）の付いたメダルに書かれたQRコードを読み取ることで賞金が発表される。また、怪盗を1人確保するたびにそのチームに対し、確保数に応じたボスのヒントが与えられる。ボスの賞金はゲーム終了後に発表される。
- 前回同様エリア内には道具屋（店主はビューティーこくぶ）が設置されており、獲得した賞金を消費してアイテムを購入することができる。在庫は各1個のため、他チームが所有・使用している間は購入することはできない。
  - 足止めステッキ（3万円）

使用すると5分間、他チームの行動を足止めする。
  - 倍々グローブ（4万円）

購入から20分間の間に確保した怪盗の懸賞金が2倍になる。時間内であれば何人確保しても効果が適用される。
  - 怪盗レーダー（5万円）

購入から20分間の間、怪盗に近づくと光と音で知らせるレーダーを使用できる。
  - 怪盗団の名簿（50万円）

発表されていない怪盗を含む、ボスと影武者を除いた16人全員の怪盗を知ることができる。
- また、エリア内にいるメイドに話しかけることで、先着2チームに「道具屋割引券」が与えられる。1チーム目は80%オフ、2チームは50%オフで、好きな1品を購入できる。「怪盗団の名簿」は50万円での購入はほぼ不可能であるため、80%オフ（割引価格10万円）ないし50%オフ（割引価格25万円）を使う必要があったが、割引券を手に入れた2チームとも別のアイテムに割引券を使用したため、結局名簿を購入したチームは現れなかった。

怪盗
| 怪盗                                     | 変装                                           | メダル番号 | 懸賞金            | 獲得チーム |
| ---------------------------------------- | ---------------------------------------------- | ---------- | ----------------- | ---------- |
| 狩野英孝                                 | カレー屋店員                                   | 014        | 3万円             | ■          |
| 小野まじめ（クールポコ）                 | ショーのボール                                 | 016        | 1万円             | ■          |
| 岩尾望（フットボールアワー）             | 桟橋                                           | 013        | 4万円             | ■          |
| ビッグダディ                             | ヤンキー風男性                                 | 010        | 7万円             | ■          |
| 山根良顕（アンガールズ）                 | 木                                             | 015        | 2万円             | ■          |
| なすび                                   | 妄想キャリブレーションのライブに来ていたファン | 004        | 13万円            | ■          |
| 重盛さと美                               | 小学生                                         | 007        | 10万円            | ■          |
| 千秋                                     | 妄想キャリブレーションの偽メンバー             | 009        | 8万円             | ■          |
| 杉原杏璃                                 | 人魚                                           | 011        | 6万円             | ■          |
| 加納典明                                 | カメラマン                                     | 012        | 5万円             | ■          |
| デヴィ夫人                               | セイウチ                                       | 003        | 14万円            | ■          |
| 錦野旦                                   | ゲームセンター内のUFOキャッチャーのぬいぐるみ  | 006        | 11万円×2 ↓ 22万円 | ■          |
| 浅香唯                                   | 女子高生                                       | 001        | 16万円            | ■          |
| 梅宮辰夫                                 | ゴリラの着ぐるみ                               | 002        | 15万円            | ■          |
| 金子貴俊                                 | 女子高生 （浅香と同じ集団）                    | 008        | 9万円             | ■          |
| スギちゃん（影武者）                     | ゴリラの着ぐるみ（2体目）                      | なし       | -10万円           | ■          |
| 吉澤ひとみ                               | デート中の彼氏                                 | 005        | 12万円            | ■          |
| 桝太一（日本テレビアナウンサー）（ボス） | 飼育員・ジンベイおじさん                       | なし       | 25万円            | ■          |

- ヒントを教えるエキストラにはちっちゃいおっさん（尼崎市の非公認キャラクター）も登場。 ライブでは本物の妄想キャリブレーションも登場。
- 青チームは足止めステッキ・怪盗レーダー・倍々グローブ（80%オフ券使用により8000円）購入により、8万8000円マイナス。
- 緑チームは怪盗レーダー（50%オフ券使用により2万5000円）購入により、2万5000円マイナス。
- 紫チームは倍々グローブ購入により、4万円マイナス。
- ボス（桝）へのヒントは「将棋盤（将棋のマス）」「5文字かつ『す』『ち』が含まれる」「『?』な『?』1位（好きなアナウンサー1位）」「幼少期（小学校時代）の写真」「ボスはマスタ一（「マスター」ではなく「マスタいち」）」であった。また、飼育員・ジンベイおじさんに加え場内アナウンスも担当していた。

結果
■青チーム：31万2000円
■桃チーム：43万円
■緑チーム：28万5000円
■紫チーム：44万円

## スタッフ
第4回時点
- 構成：藤井靖大、岡野ぴんこ
- カメラ：海野亮、林洋介
- AUD：植松一哉
- VE：福田雄一
- 伝送：久城雅文
- 美術：牧野沙和
- 美術協力：日テレアート
- 特殊メイク：ソウチウム
- 技術協力：NiTRO
- 協力：アガサス、G-FORCE
- 編集：花城卓恭、小山雄一郎
- MA：元木綾美
- CGデザイン：青柳敦史
- 音効：保苅智子（サウンドエッグノッグ）
- デスク：野口美樹
- TK：山沢啓子
- リサーチ：リベラス
- 演出補：白石公太、反町礎良、市田卓也、安部紘志、酒井瑞希（市田以降第4回～）
- AP：森川高行、末永裕俊、岩田真奈美（全員第4回～）
- ディレクター：川畑俊介、辻正記、須磨洋太、伊藤茉莉衣、山形和也、大嶽一豪、柳瀬寿明、吉野真一郎、倉田敬之、山岡恭典（川畑以外第4回～）
- 演出：福田逸平太
- プロデューサー：滝澤真一郎／長瀬徹、田辺わたる、佐藤里絵、山川好美、三浦佳憲
- チーフプロデューサー：松崎聡男（第3回～）
- 制作協力：ZION、SP!ce Factory、BOOM UP、てっぱん（SP!ce・てっぱん→第4回～）
- 製作著作：日本テレビ

### 過去のスタッフ
- 構成：木南広明
- カメラ：安達良
- VE：小出秀久
- AUD：横田満洋
- 技術協力：池田屋
- 編集：武者宏
- 編成：鬼頭直孝、森俊憲
- 広報：高木明子
- 演出補：大竹正裕
- ディレクター：三上昭人、吉川真一朗、田中友洋、中島孝志
- プロデューサー：田中宏史（第2回まで）
- チーフプロデューサー：松岡至（第1回）、菅賢治（第2回）